# Tony Boy
Tony Boy è un personaggio immaginario protagonista di una omonima serie a fumetti pubblicata in Italia dalle Edizioni Victory negli anni quaranta e cinquanta per oltre cento numeri. Venne ideata da Leonello Martini e disegnata da Francesco Pescador.

## Storia editoriale
La prima serie esordì nel 1949 e venne pubblicata settimanalmente dalle Edizioni Victory, sempre realizzate su sceneggiature scritte da Leonello Martini e disegnate da Francesco Pescador. Caratteristica della serie fu il formato dell'albo a strisce verticali che riproduceva uno schema simile alla pellicola cinematografica, al fine da simulare lo scorrere dei fotogrammi di un film. Il personaggio fu protagonista di una terza serie, pubblicata invece nel tradizionale formato a strisce orizzontali dell'epoca, edita subito dopo la conclusione della seconda con la testata modificata in Tony Sceriffo, nel quale il protagonista è appunto cresciuto e diventato uno sceriffo. Le prime due serie vennero ristampate nei primi anni cinquanta come supplemento della collana Cinealbo dello stesso editore.

## Personaggio
Il protagonista è un giovane ragazzo orfano di nome Tony che vive avventure di vario genere, spesso basate su sceneggiature abbastanza ingenue e non troppo rigorose nello sviluppo spazio temporale delle trame; una volta cresciuto divenne sceriffo e le storie assumono un'ambientazione western.